# Розтріщеник занедбаний
Розтріщеник занедбаний (Schistidium dupretii) — вид мохів порядку гріміальних (Grimmiales).

## Поширення
Батьківщиною є Європа, Північна Америка, Азія.
Населяє від відкритих до напівзатінених скель у сухих місцях існування; на висотах від 200 до 3300 м.

## Характеристика
Рослини у відкритих, зрідка компактних, часто плоских пучках або подушках, коричнево-оливкових, бурих, зрідка оливкових. Стебла 0.5–2 см. Листки прямі, зрідка зігнуті, яйцювато-ланцетні, рідше яйцювато-трикутні, кілеві, 1–1.6(2) мм; краї зазвичай загнуті майже до вершини, іноді нерівномірно, рідше плоскі, гладкі; верхівки гострі чи тупуваті. Статевий стан автоіктичний (чоловічі й жіночі органи на одній рослині, але на окремих гілках). Коробочка темно-червоно-бура, рідше світліша чи жовтувата, короткоциліндрична, 0.7–1.3 мм, порожньою зазвичай дрібносмугована. Спори 8–11(13) мкм, гладкі. Коробочки дозрівають від пізньої весни до початку літа.